# Laura Bianchi
Laura Bianchi (Treviglio, 9 febbraio 1993) è una calciatrice italiana, attaccante della Doverese.

## Carriera
Laura Bianchi cresce calcisticamente nelle giovanili del Mozzanica conquistando la fiducia della società che la inserisce in rosa con la formazione titolare dalla stagione 2010-2011 dove debutta il 14 maggio 2011, alla 25ª giornata, nella partita persa per 3-4 con il Südtirol Vintl Damen, suo unico impiego in tutta la stagione. La stagione successiva la vede ancora poco impiegata, solo 2 incontri su 26, mentre è nella stagione 2012-2013 che, pur sempre partendo dalla panchina, scende in campo 23 volte su 30 andando a segno in 3 occasioni, con la rete del debutto in Serie A siglata alla 25ª di campionato nell'incontro con cui si impone per 1-0 sul Firenze.
Bianchi continua comunque a trovare poco spazio, partendo nuovamente come riserva nella stagione 2013-2014 e dove scende in campo 12 volte su 30 incontri, così la stagione successiva viene ceduta con la formula del prestito dalla neopromossa Anima e Corpo Orobica dove può trovare maggior spazio. Con l'Orobica gioca comunque solo 8 partite, siglando una delle due reti con cui viene travolto per 7-2 dalla Fiorentina all'ultima giornata di campionato, al termine del quale l'Orobica viene retrocessa e torna al Mozzanica per fine prestito. Dal 2015 è passata alla Doverese, società lombarda partecipante ai campionati regionali.